# Шеншиновка
Шеншиновка — село в Волоконовском районе Белгородской области России. В составе Репьевского сельского поселения.

## География
Село расположено в восточной части Белгородской области, в 14,3 км по прямой к северо-востоку от районного центра Волоконовки. Ближайшие населённые пункты: село Репьевка, хутор Плоское, расположенные чуть западнее.

## История
В 1859 году — Бирюченского уезда «слобода владельческая Шиншиновка (Шеншинка, Ивановка) при протоке речки Репьевки (Арепьевки)», «по правую сторону тракта на город Харьков», церковь православная/
В 1870-е годы в слободе появляется школа.
С июля 1928 года слобода Шеншиновка — в Репьевском сельсовете Волоконовского района.
В 2006 году село Шеншиновка числится в Репьевском сельском поселении Волоконовского района.

## Население
В 1859 году в слободе было 107 дворов, 1092 жителя (557 мужчин, 535 женщин).
На 1 января 1932 года в слободе Шеншиновке — 1933 жителя.
По сведениям переписей населения в селе Шеншиновке Покровского сельсовета Волоконовского района на 17 января 1979 года — 432 жителя, на 12 января 1989 года — 295 (128 мужчин, 167 женщин), на 1 января 1994 года — 320 жителей, 123 хозяйства. В 1997 году в Шеншиновке — 126 подворий и 312 жителей, в 1999 году — 280, в 2001 году — 254.
| 1859 | 1897  | 2002 | 2010 |
| ---- | ----- | ---- | ---- |
| 1092 | ↗1372 | ↘224 | ↘145 |

## Люди, связанные с селом
- С селом Шеншиновкой связан русский литератор Афанасий Афанасьевич Фета (Шеншин)[6].

## Инфраструктура
По состоянию на 1995 год в Шеншиновке — 4 фермерских хозяйства (производство зерновых), клуб, неполная средняя школа.